# Diocèse de Beja
Le diocèse de Beja (latin : Dioecesis Beiensis) est un diocèse de l'Église catholique au Portugal, suffragant de l' archidiocèse d'Évora . En 2018, il comptait 175 496 baptisés sur 211 496 habitants. Il est gouverné par l'évêque Fernando Maio de Paiva.

## Territoire
Le diocèse comprend le district de Beja et trois municipalités (concelhos) du district de Setúbal (Grândola, Santiago do Cacém et Sines).
Son siège est situé dans la ville de Beja, où se trouve la cathédrale Saint-Jacques-le-Majeur  (San Giacomo il Maggiore).
Le territoire s'étend sur 12 300 km2 et est divisé en 119 paroisses, regroupées en 6 -archiprêtrés : Almodôvar, Beja, Cuba, Moura, Odemira et Santiago do Cacém.

## Histoire
Le diocèse de Beja est issu de l'ancien diocèse de Pax Iulia, dans la province romaine de Lusitanie, suffragant de l'archidiocèse d'Emerita Augusta . Les noms de sept évêques qui ont participé aux conciles de la période wisigothique de 531 à 693 sont connus de cet ancien siège épiscopal, peut-être érigé au IVe siècle comme en témoignent les découvertes archéologiques. Le premier évêque est certainement saint Apringio, auteur d'un commentaire du livre de l'Apocalypse, dont parle Isidore de Séville. Les chroniques médiévales, reprises par des auteurs des XVIe et XVIIe siècles, ajoutent les noms de trois autres évêques (Domiciano, Urso et Isidoro), dont il n'existe cependant aucune preuve historique. Avec l'arrivée des Arabes, la succession des évêques est interrompue et le diocèse est de facto supprimé.
La première tentative de restauration de l'ancien siège épiscopal de Pacensis fut faite au XVe siècle par le cardinal Enrico, archevêque d'Évora, qui proposa de diviser son immense archidiocèse, avec la création de deux sièges épiscopaux à Beja et Elvas, pour une meilleure action pastorale. Le projet rencontra une vive opposition du chapitre cathédral, qui ne parvint cependant pas à arrêter la création du diocèse d'Elvas en 1570. Beja restant à cette époque dans l'archidiocèse d'Évora
Le diocèse actuel a été érigé le 10 juillet 1770 par la bulle Agrum universalis Ecclesiae du pape Clément XIV, obtenant son territoire de l'archidiocèse d'Évora. L'église du collège des Jésuites devient cathédrale. Le nouveau diocèse reçut le nom ecclésiastique d'ecclesia Beiensis car, en raison d'une interprétation erronée des sources historiques, le titre Pacensis fut attribué à l'église de Badajoz, considérée comme l'héritière du diocèse Pacensis de l'époque wisigothique.
Le premier évêque du nouveau diocèse était le moine franciscain Manuel do Cenáculo Vilas Boas, qui a travaillé pour l'organisation de son diocèse, a créé une école de sciences ecclésiastiques pour la formation du clergé, une académie ecclésiastique à Beja, une bibliothèque et un musée diocésains.
En 1834, avec la suppression des ordres religieux décrétée par le ministre Joaquim António de Aguiar, une période de crise commença pour le diocèse, période durant laquelle le siège resta vacant pendant 11 ans.
Le 3 juillet 1884, Mgr António Xavier de Sousa Monteiro fonde le séminaire diocésain et donne une impulsion décisive pour revitaliser l'activité pastorale et éducative du diocèse.
La proclamation de la république le 5 octobre 1910 s'accompagne de soulèvements anticléricaux férocement agressifs, qui vont entraîner la fermeture de toutes les églises du diocèse. La cathédrale de San Sizenando a été confisquée ; plus tard, l'église du Santissimo Salvatore est devenue pro-cathédrale. Mgr Sebastião Leite de Vasconcellos dut fuir, trouvant refuge à Séville et à Rome, tandis que le diocèse était gouverné par des vicaires généraux jusqu'en 1922.
Dans les années 1920, la situation redevient normale : l'évêque José do Patrocínio Dias fait son entrée dans le diocèse en 1922 ; en janvier 1924, il fonde le journal diocésain "Eco Pacense".
Le 14 novembre 1924, la cathédrale fut transférée à l'église de San Giacomo il Maggiore avec le décret Reverendissimum Pater de la Sacrée Congrégation Consistoriale .
Le 14 novembre 1925, Mgr Dias érige le chapitre cathédral et le séminaire de Serpa . Les années suivantes, l'évêque poursuit son œuvre : le 18 janvier 1928, il fonde un autre séminaire à Beja ; le 4 juin 1937, il inaugure la cathédrale restaurée, qui sera consacrée le 31 mai 1946 ; le 13 octobre 1940, il inaugure le nouveau séminaire diocésain.
Le 12 janvier 1967, par la lettre apostolique Spiritu Divino, le pape Paul VI, a proclamé saint Joseph ouvrier patron principal du diocèse.

## Chronologie des évêques
Les périodes d'inoccupation n'excédant pas 2 ans ou non historiquement déterminées sont omises.

### Évêques de Pax Iulia
- Domiciano
- Saint Apringius (mentionné en 531 )
- Urso
- Palmácio (mentionné en 589 )
- Lauro (mentionné en 597 )
- Modário (mentionné en 633 )
- Théodoret (mentionné en 646 )
- Adeodatus (avant 653 - après 666 )
- João (avant 681 - après 693 )
- Isidore

### Évêques de Beja
- Manuel do Cenáculo Vilas Boas, TOR (5 mars 1770 - 9 août 1802, nommé archevêque d'Évora )
- Francisco Leitão de Carvalho (9 août 1802 - 21 septembre 1806, décédé)
- Joaquim do Rosario Vieira, OFM (3 août 1807 - 8 septembre 1808, décédé)
  - Siège vacant (1808-1820)
  - Emmanuel de Sousa Carvalho, MI (19 décembre 1814 - 1815, décédé) (évêque élu) [2]
- Luís da Cunha de Abreu e Melo (28 août 1820 - 9 août 1833, décédé)
  - Siège vacant (1833-1844)
- Manuel Pires de Azevedo Loureiro (22 janvier 1844 - 26 septembre 1848, décédé)
- José Xavier de Cerveira et Sousa (28 septembre 1849 - 15 avril 1859, nommé évêque de Viseu)
- José António da Mata e Silva (20 juin 1859 - 13 juillet 1860, nommé archevêque d'Évora)
- Antonio da Trindade de Vasconcellos Pereira de Melo (18 mars 1861 - 1er octobre 1863, nommé évêque de Lamego)
  - Siège vacant (1863-1883)
- Antonio Saverio de Souza Monteiro (9 août 1883 - 1er juin 1906, décédé)
- Sebastião Leite de Vasconcellos (19 décembre 1907 - 15 décembre 1919, démissionnaire[3])
- José do Patrocínio Dias (16 décembre 1920 - 24 octobre 1965, décédé)
- Manuel Dos Santos Rocha (14 décembre 1965 - 8 septembre 1980, retiré)
- Manuel Franco da Costa de Oliveira Falcão (8 septembre 1980 -  25 janvier 1999, retiré)
- António Vitalino Fernandes Dantas, O.Carm. (25 janvier 1999 - 3 novembre 2016, retiré)
- José dos Santos Marcos (3 novembre 2016 - 21 mars 2024, retiré)
- Fernando Maio de Paiva, depuis le 21 mars 2024

## Statistiques
En 2018, sur une population de 211 496 personnes, le diocèse comptait 175 496 baptisés, correspondant à 83,0% du total.
| année | population | population | population | prêtres | prêtres   | prêtres   | prêtres             | diacres | religieux | religieux | paroisses |
| année | baptisés   | total      | %          | nombre  | séculiers | réguliers | baptisés par prêtre | diacres | moines    | moniales  | paroisses |
| ----- | ---------- | ---------- | ---------- | ------- | --------- | --------- | ------------------- | ------- | --------- | --------- | --------- |
| 1949  | 258.595    | 334.504    | 77,3       | 46      | 43        | 3         | 5.621               |         | 2         | 36        |           |
| 1958  | 290.189    | 352.956    | 82,2       | 59      | 57        | 2         | 4.918               |         | 2         | 35        | 116       |
| 1969  | 309.285    | 340.400    | 90,9       | 77      | 72        | 5         | 4.016               |         | 7         | 101       | 42        |
| 1980  | 234.000    | 272.000    | 86,0       | 69      | 58        | 11        | 3.391               |         | 14        | 111       | 115       |
| 1990  | 229.000    | 247.800    | 92,4       | 64      | 50        | 14        | 3.578               |         | 15        | 82        | 120       |
| 1999  | 190.000    | 226.000    | 84,1       | 54      | 42        | 12        | 3.518               | 4       | 13        | 85        | 117       |
| 2000  | 190.000    | 226.000    | 84,1       | 56      | 44        | 12        | 3.392               | 4       | 13        | 85        | 117       |
| 2001  | 190.000    | 226.000    | 84,1       | 58      | 41        | 17        | 3.275               | 4       | 17        | 82        | 117       |
| 2002  | 184.194    | 220.194    | 83,7       | 56      | 39        | 17        | 3.289               | 7       | 20        | 81        | 118       |
| 2003  | 184.194    | 220.194    | 83,7       | 58      | 41        | 17        | 3.175               | 4       | 17        | 82        | 118       |
| 2004  | 184.194    | 220.794    | 83,4       | 58      | 40        | 18        | 3.175               | 4       | 18        | 80        | 119       |
| 2006  | 184.900    | 221.700    | 83,4       | 55      | 42        | 13        | 3.361               | 5       | 14        | 71        | 119       |
| 2012  | 186.100    | 223.200    | 83,4       | 55      | 43        | 12        | 3.383               | 5       | 12        | 59        | 119       |
| 2015  | 174.200    | 209.800    | 83,0       | 55      | 42        | 13        | 3.167               | 10      | 14        | 48        | 120       |
| 2018  | 175.496    | 211.496    | 83,0       | 52      | 44        | 8         | 3.374               | 10      | 9         | 41        | 120       |